# Риддерх Щедрый
Риддерх Щедрый (Риддерх Старый; валл. Rhydderch Hael, Rhydderch Hen; 532 (?)—612/614) — король Альт Клуита до 612 или 614 года; сын Титагиала, пришёл к власти свергнув своего старшего брата Морканта.

## Биография
Риддерх был одним из самых могущественных монархов Северной Британии. В Уэльсе он был известен под прозвищем «Старый», однако жители Альт Клуита наградили его эпитетом «Щедрый». Несмотря на множество врагов как за пределами Альт Клуита, так и внутри королевства, Риддерх успешно правил королевством на протяжении нескольких десятилетий.
В самом начале царствования Риддерха Моркант Богатый задумал свергнуть брата, для чего заключил союз с Эйданом мак Габраном. Принц Дал Риады захватил Дан-Британн и сжег его, не оставив в городе «ни продовольствия, ни питья, ни одной живой твари». Другие крепости вроде Кайр-Риддерха также пали, и Риддерх был вынужден бежать в Ирландию. Там он крестился, а после триумфального возвращения на родину решил обратить в христианство весь Альт Клуит. Для этого он пригласил к своему двору св. Кентигерна, который основал епископскую кафедру в Глазго. Излечив от бесплодия королеву Лангуорет, Кентигерн стал её близким доверенным лицом. Рассказывают, что однажды королева изменила мужу с Майлгуном Высоким и в знак любви отдала ему кольцо, некогда подаренное Риддерхом. Король, проезжая по берегу Клайда, встретил там Майлгуна. Риддерх узнал кольцо, сорвал его с пальца спящего Майлгуна и бросил в реку. В тот же день он потребовал от жены, чтобы она надела некогда подаренное кольцо. Лангуорет поделилась бедой с Кентигерном. Вместе они стали молиться, и вскоре служители доставили во дворец лосося, выловленного в водах Клайда. Во рту рыбы было обнаружено кольцо королевы, и Риддерх был вынужден признать невиновность жены.
Около 557 года в Гвинеде был убит троюродный брат Риддерха Элидир Богатый, внук Гуипно. Объединившись с другими родственниками, Нуддом Селковийским, Морвайлом и Клидно Дин-Эйдинским, Риддерх организовал карательную экспедицию. Войско северян опустошило окрестности Кайр-Сегеинта (Кэрнарвона), но в итоге было вытеснено из Гвинеда Рином Высоким.
Несмотря на это, репутация Риддрха как блестящего воина, со временем стала ещё ярче. Его меч Дирвин входил в число «Тринадцати сокровищ Британии».
Около 573 года возник конфликт между Риддерхом и Гвенддолеу ап Кейдио, королём Каэр Гвенддолеу, по поводу приграничного городка Кайр-Лаверок. Поскольку союзником Гвенддолеу был давний враг Риддерха Эйдан мак Габран, король напал на врага. В сражении, состоявшемся около Арвдеридда (современный Артурет), войско Гвенддолеу было разбито, а сам король погиб. Бард Мирддин Виллт (прообраз легендарного волшебника Мерлина) был в числе немногих выживших людей Гвенддолеу и вскоре оказался при дворе Риддерха.
В 580-х одах Риддерх вошел в коалицию королей бриттов, созданную королём Регеда Уриеном. Союзники вместе В битве при Ллех Вене разбили Пиктов, а в битве при Беруине победили англосаксов. В 586 году произошло взятие столицы Берниции города Бамбург. В этом же году союзники осадили саксов на острове Линдисфарн, но после убийства Уриена, союз распался и Риддерх вернулся в Альт Клуит.
Святой Колумба предсказал Риддерху смерть в собственной постели, что и произошло в 612 или в 614 году. Легенда гласит, что Риддерх был похоронен в Уэльсе, на полуострове Ллин под кромлехом у «Четырёх крестов», хотя более правдоподобным местом его захоронения выглядит собор в Глазго.